# Aloe soccotorina
Aloe soccotorina é uma espécie de liliopsida do gênero Aloe, pertencente à família Asphodelaceae.